# Gilberto Jiménez
Gilberto Raúl Jiménez Narváez (Ciudad de México, México, 4 de febrero de 1973) es un exfutbolista mexicano. Jugaba de defensa su equipo de retiro fue Deportivo Toluca de la Primera División de México.

## Trayectoria
Defensa lateral izquierdo mexicano que debutó con el Puebla FC en la temporada 1991-1992. En el Invierno 1997 ingresa a las filas del Atlante, donde permanece hasta el Verano 1999 cuando regresa a los camoteros. En el Clausura 2003 tiene un paso fugaz por el Cruz Azul y le toca todo el problema entre directiva y jugadores. Para el Apertura 2003 regresa a La Franja.

### Clubes
| Club                | País                | Año         | Partidos | Goles | Media |
| ------------------- | ------------------- | ----------- | -------- | ----- | ----- |
| Puebla F.C.         | México              | 1991 - 1997 | 80       | 5     | 0.06  |
| Atlante F.C.        | México              | 1997 - 1998 | 39       | 1     | 0.03  |
| Puebla F.C.         | México              | 1999 - 2002 | 111      | 4     | 0.04  |
| Cruz Azul           | México              | 2003        | 16       | 0     | 0     |
| Puebla F.C.         | México              | 2003 - 2004 | 18       | 2     | 0.11  |
| Nacional Montevideo | Uruguay             | 2004        | 1        | 0     | 0     |
| Deportivo Toluca    | México              | 2005        | 15       | 0     | 0     |
| Total en su carrera | Total en su carrera | 1991 - 2005 | 280      | 12    | 0.04  |

## Selección nacional

### Participaciones en fases finales
| Competición       | Categoría | Sede           | Resultado    | Partidos |
| ----------------- | --------- | -------------- | ------------ | -------- |
| Copa América 1997 | Absoluta  | Bolivia        | Tercer lugar | 1        |
| Copa USA 2000     | Absoluta  | Estados Unidos | Tercer lugar | 1        |
| Total             | –         | –              | –            | 2        |

### Partidos internacionales
| # | Fecha                | Rival   | Sede             | Estadio                | Resultado | Competición       |
| - | -------------------- | ------- | ---------------- | ---------------------- | --------- | ----------------- |
| 1 | 5 de febrero de 1997 | Ecuador | Ciudad de México | Estadio Azteca         | 3 - 1     | Amistoso          |
| 2 | 28 de junio de 1997  | Perú    | Oruro            | Estadio Jesús Bermúdez | 1 - 0     | Copa América 1997 |
| 3 | 4 de junio de 2000   | Irlanda | Chicago          | Soldier Field          | 2 - 2     | Copa USA 2000     |